# Pristimantis charlottevillensis
Pristimantis charlottevillensis är en groddjursart som först beskrevs av Kaiser, Dwyer, Feichtinger och Schmid 1995.  Pristimantis charlottevillensis ingår i släktet Pristimantis och familjen Strabomantidae. IUCN kategoriserar arten globalt som sårbar. Inga underarter finns listade i Catalogue of Life.